# Helvi Leiviskä
Helvi Lemmikki Leiviskä (ur. 25 maja 1902 w Helsinkach, zm. 12 sierpnia 1982 tamże) – fińska kompozytorka, pianistka i bibliotekarka.

## Życiorys
Pochodziła z protestanckiej rodziny, która wywodziła się z Ostrobotni. Rozpoczęła grę na pianinie w wieku 8 lat. Studiowała w Akademii Sibeliusa, uczyła się tamże kompozycji u Erkkiego Melartina, gry na fortepianie u Ingeborg Hymander. Ukończyła studia w 1927 roku. Następnie kształciła się prywatnie w Wiedniu u Arthura Willnera w 1929 roku oraz u Leeviego Madetoji. Nauczała gry na fortepianie w Akademii Sibeliusa w latach 1922–1938, latach 1933–1968 pracowała tamże jako bibliotekarka.
Nigdy nie wyszła za mąż. Mieszkała przez większość życia w Helsinkach. Jej światopogląd był oparty na teozofii. Zmarła z przyczyn naturalnych.
W 2017 roku ukazała się jej biografia, napisana przez Eilę Tarasti.
Większość jej rękopisów znajduje się w Bibliotece Narodowej Finlandii oraz w bibliotece Akademii Sibeliusa.

## Twórczość
Komponowała muzykę orkiestrową (w tym 5 symfonii, jedna nienumerowana), suity, tańce ludowe, kantaty, pieśni, muzykę filmową. Jej twórczość nie była szerzej znana, żadne z jej dzieł nie zostało opublikowane za jej życia. Zainteresowanie jej osobą i twórczością wzrosło z początkiem XXI wieku. Wybrane kompozycje:
- Kwartet fortepianowy (1926)[2]
- Suita antyczna (1929)[2]
- Koncert fortepianowy d-moll (1931–1935)[5]
- Sonata na skrzypce i fortepian (1945)[4]
- I symfonia (1947)[2]
- II symfonia (1954)[7]
- III symfonia (1964–1971)[8]
- Sinfonia brevis (1962–1972)[4]